# 中信資源
中信資源控股有限公司（港交所：1205），簡稱中信資源，是一家在香港交易所上市的工業公司，主要業務為中國及澳洲的金屬、煤炭及原油開發。
中信資源的前身為東南亞木業，2003年，中信集團收購了这家主業原為木材的公司。
2006年，中信資源的母公司中信集團以19億美元從加拿大石油公司Nations Energy中收購了位於哈薩克斯坦的Karazhanbas油田。其後，中信資源同意收購母公司在該油田的一半股份。公司日後定位石油為主要業務，冀成為中國第四大石油公司，排在中國石油、中國石化、中國海洋石油之後。
2011年10月21日中信資源以每股16澳元（約124.8港元）向澳洲公司PEAMCoal出售所持澳洲Macarthur煤礦（簡稱：MCC）全部股權4935萬股16.34%，若交易完成，至少可套現61.6億元，獲利30.1億元。另外，中信能源母公司中信集團也將一併出售所持MCC股份，二者合佔MCC約25.2%股權，PEAMCoal持有MCC的24.04%。
2013年2月14日中信資源與母公司中信集團將斥資4.52億澳元入股澳洲大型氧化鋁精煉企業Alumina。Alumina將向中信資源配售新股，認購價為2.712億澳元（約21.8億港元），計劃認購7.826%的Alumina股份，而中信集團將購入Alumina股權5.2%。

## 外部連結
- 中信資源控股有限公司（页面存档备份，存于）

## 外部參考
1. ↑  .   [2015-01-22]. （原始内容存档于2015-01-09）.
2. ↑  .   [2007-12-24]. （原始内容存档于2020-11-17）.
3. ↑  .   [2007-12-24]. （原始内容存档于2007-10-17）.
4. ↑  中信资源副董事长：中国第四大石油企业攻略[永久]